# I favolosi anni di fine secolo
I favolosi anni di fine secolo (The Nifty Nineties) è un film del 1941 diretto da Riley Thomson. È un cortometraggio animato della serie Mickey Mouse, prodotto dalla Walt Disney Productions e uscito negli Stati Uniti il 20 giugno 1941, distribuito dalla RKO Radio Pictures. Nel 1978 fu inserito in versione ridotta nel film di montaggio Buon compleanno Topolino.
Il corto è caratterizzato da musica originale e adattata di Charles Wolcott. Gli animatori Ward Kimball e Fred Moore hanno un cameo dove ognuno doppia (nella versione originale) una caricatura di sé stesso.

## Trama
In un giorno di primavera degli anni 1890, mentre Topolino passeggia in un parco pubblico, Minni attira la sua attenzione facendo cadere intenzionalmente il fazzoletto.
Dopo che Topolino gliel'ha raccolto, i due assistono a uno spettacolo di vaudeville, dove prima vedono una presentazione di diapositive intitolata Padre, caro padre, che presenta la canzone Come Home, Father. Nello spettacolo, una bambina tenta di portare via il padre ubriaco da una taverna. Dopo che l'altro figlio molto malato muore, il padre torna finalmente dai suoi cari. La presentazione fa piangere Minni, ma Topolino cerca di consolarla.
L'atto successivo è Fred & Ward, i due ragazzi irresistibili dell'Illinois, che vede due uomini di nome Fred e Ward (caricature degli animatori Fred Moore e Ward Kimball) danzare e raccontare barzellette.
Una volta finito lo spettacolo, Topolino e Minni attraversano le strade della campagna in auto. Dopo aver incontrato Pippo, Paperino, Paperina, Qui, Quo e Qua, la macchina si scontra con una mucca. Topolino e Minni emergono dalle macerie illesi, ma quando cercano di baciarsi la mucca spunta fra di loro.

## Distribuzione
Con l'eccezione di The Gay Nineties (la canzone di apertura), questo corto contiene soprattutto canzoni autentiche degli anni 1890, la maggior parte delle quali sono eseguite dal quartetto vocale The Sportsmen, che vedeva Thurl Ravenscroft in uno dei suoi primi lavori per Disney. 
Le canzoni (tutte tradotte e doppiate in italiano) includono:
- The Fountain in the Park
- Come Home, Father
- There'll Be a Hot Time in the Old Town Tonight
- Old Folks at Home
- In the Good Old Summertime

### Edizioni home video

#### VHS
- Serie oro - Minni (giugno 1985)
- VideoParade vol. 12 (novembre 1993)
- Topolino e Minni innamorati (febbraio 1998)
- Topolino & c. avventure tutte da ridere (gennaio 2002)

#### DVD
Il cortometraggio è incluso nel DVD Walt Disney Treasures: Topolino star a colori - Vol. 2.